# Taz (fiume)
Il Taz è un fiume della Russia siberiana nordoccidentale (Jamalia), tributario del mar Glaciale Artico.

## Percorso
Nasce nell'estremo angolo sudorientale della Jamalia, da una catena di modeste alture nota come Uvali Siberiani. Scorre inizialmente con direzione nordorientale, compiendo tuttavia dopo breve distanza una decisa svolta verso occidente e, successivamente, prendendo direzione più decisamente settentrionale, che mantiene per varie centinaia di chilometri. Dopo la cittadina di Sidorovsk volge il suo corso verso nordovest; sfocia nell'estuario del Taz, braccio laterale del più ampio golfo dell'Ob', nei pressi dell'insediamento di Tazovskij. Il fiume raggiunge, alla foce, una larghezza di 1 km e una profondità media intorno ai 10-15 metri.

## Bacino
Il bacino idrografico del fiume si estende in un'area per la grandissima maggioranza piatta; l'abbondanza di acqua nel periodo di disgelo causa la frequente presenza di laghi e zone paludose. Questo, unitamente al clima freddo, provoca la bassissima densità di popolazione delle zone attraversate dal fiume; oltre alle già citate località di Sidorovsk e Tazovskij, un altro insediamento di qualche rilievo toccato dal fiume è Krasnosel'kup.
Il bacino è ricco di giacimenti di gas naturale, analogamente a quasi tutta la zona; il fiume è navigabile nel basso corso per circa 450 chilometri a monte della foce.
Nel bacino del fiume venne fondata Mangazeja, uno dei primi insediamenti commerciali russi nella zona, successivamente abbandonata.

### Principali affluenti
| Fiume                    | Lunghezza | Provenienza idrografica | Distanza dalla foce |
| ------------------------ | --------- | ----------------------- | ------------------- |
| Nunyjacha                | 126 km    | sinistra                | 45 km               |
| Linbjajacha              | 139 km    | destra                  | 86 km               |
| Juredejjacha             | 227 km    | sinistra                | 90 km               |
| Bol'šaja Totydėottajacha | 239 km    | sinistra                | 159 km              |
| Chėjacha                 | 158 km    | destra                  | 163 km              |
| Russkaja                 | 280 km    | destra                  | 190 km              |
| Vojarmolyl'ky            | 169 km    | sinistra                | 297 km              |
| Kypa-Syl'ky              | 142 km    | sinistra                | 321 km              |
| Varka-Syl'ky             | 249 km    | sinistra                | 354 km              |
| Parusovaja               | 211 km    | destra                  | 380 km              |
| Chudosej                 | 409 km    | destra                  | 412 km              |
| Chėtyl'ky                | 272 km    | destra                  | 429 km              |
| Pėkkyl'ky                | 209 km    | destra                  | 486 km              |
| Ščipal'ky                | 195 km    | destra                  | 513 km              |
| Časel'ka                 | 295 km    | sinistra                | 555 km              |
| Peččal'ky                | 181 km    | destra                  | 639 km              |
| Tol'ka                   | 391 km    | sinistra                | 723 km              |
| Vėttyl'ky                | 273 km    | sinistra                | 792 km              |
| Koryl'ky                 | 273 km    | sinistra                | 804 km              |
| Bol'šaja Širta           | 306 km    | destra                  | 876 km              |
| Pokal'ky                 | 260 km    | sinistra                | 913 km              |
| Ratta                    | 246 km    | sinistra                | 970 km              |

## Regime
Il Taz ha un regime analogo a quasi tutti gli altri fiumi siberiani: è gelato, mediamente, da ottobre a maggio, periodo nel quale (verso marzo/aprile) raggiunge i valori minimi annuali di portata d'acqua. Il disgelo vede un suo enorme aumento, tanto che nella stagione primaverile il fiume scarica i 3/5 della sua portata annuale; l'estate e l'autunno sono invece contraddistinti da un progressivo calo della quantità d'acqua trasportata, che ritorna verso i minimi invernali e primaverili.
I valori medi di portata sono intorno ai 1.050 m³/s in prossimità della cittadina di Sidorovsk nel basso corso, potendo oscillare da minimi poco superiori ai 100 a massimi di più di 7.000; la portata media è invece intorno ai 1.450-1.500 m³/s nella zona della foce.